# MISTY〜微妙に〜
「MISTY 〜微妙に〜」（ミスティ・びみょうに）は氷室京介の4thシングル。

## 収録曲
全編曲：氷室京介・佐久間正英
1. MISTY 〜微妙に〜 (4:35)
作詞：松井五郎 / 作曲：氷室京介
「カネボウ」'89秋のプロモーション・イメージソング
2. ACCIDENTS WILL HAPPEN (3:02)
作詞・作曲：エルヴィス・コステロ
エルヴィス・コステロのカバー。
アルバム未収録。

## 収録アルバム
MISTY 〜微妙に〜
- NEO FASCIO
- SINGLES
- 20th Anniversary ALL SINGLES COMPLETE BEST JUST MOVIN' ON 〜ALL THE-S-HIT〜
- L'EPILOGUE

## ライブ映像作品
MISTY 〜微妙に〜
- NEO FASCIO TURNING POINT
- Birth of Lovers
- 20th ANNIVERSARY TOUR 2008 JUST MOVIN' ON -MORAL〜PRESENT-
- 20th Anniversary TOUR 2008 JUST MOVIN' ON -MORAL〜PRESENT- Special Live at the BUDOKAN